# Herminia tarsicrinalis
Herminia tarsicrinalis — вид лускокрилих комах з родини еребід (Erebidae).

## Поширення
Вид поширений по всій Європі, крім крайньої півночі.

## Опис
Розмах крил становить 28–32 міліметри.

## Спосіб життя
Буває одне або два покоління. Доросла особина літає з травня по вересень залежно від регіону. Його личинка живиться сухим листям ожини та ломиноса.